# Philoxenosz (költő)
Philoxenosz (Φιλόξενος, Küthéra, Kr. e. 435 – Epheszosz, Kr. e. 380) ókori görög dithüramboszköltő, zenész.
A Szuda-lexikon rövid életrajza szerint miután Küthéra lakóit a spártaiak leigázták, a gyermek Philoxenoszt egy bizonyos Ageszülasz vásárolta meg rabszolgának, aki a Mürmész nevet adta neki. Ageszülasz halála után Melanippidész dithüramboszköltő vette meg, aki tanította őt, majd felszabadította. Más történelmi források nem támasztják alá ezt a spártai hadjáratot, de tudnak arról, hogy a szigetet Nikiasz alatt Kr. e. 424-ben egy athéni expedíciós sereg foglalta el. Philoxenosz Később Szicíliában, I. Dionüsziosz szürakuszai türannosz udvarában élt. Egyszer megsértette a zsarnokot, nem volt hajlandó dicsérni költői próbálkozásait, aki emiatt a kőbányába küldte. Később vagy megbocsátást nyert, vagy megszökött és Tarentumban vagy Küthérában élt, majd a Szuda-lexikon szerint Epheszoszban halt meg.
A Szuda-lexikon szerint 24 dithüramboszt írt és egy lírai költeményt Aiakosz leszármazottainak genealógiájáról. Az utóbbi művet más források nem említik. Legnevezetesebb dithürambosza, az ókorban nagy becsben tartott Küklopsz és Galateia nem maradt fenn, más műveiből pedig csak töredékek ismertek. Deipnon című népszerű költeményéből viszonylag sok töredék található Naukratiszi Athénaiosznál, de lehetséges, hogy ez a leukaszi Philoxenosz műve, akinek az életrajza sok hasonlóságot mutat a küthérai Philoxenosszal, és akivel az ókori írók gyakran összekeverték.
Más korabeli dithüramboszköltőkhöz hasonlóan Philoxenoszt is sok támadás érte a komédiaköltők részéről, akik az „új zene” innovatív törekvéseit gyakran állították pellengérre. Pszeudo-Plutarkhosz szerint követte, sőt meghaladta mestere, Melanippidész újításait, Timotheosszal versengve.